# Mikulov, Teplice
Mikulov là một làng thuộc huyện Teplice, vùng Ústecký, Cộng hòa Séc.